# Altolamprologus compressiceps
Altolamprologus compressiceps är en fiskart som först beskrevs av George Albert Boulenger, 1898.  Altolamprologus compressiceps ingår i släktet Altolamprologus och familjen Cichlidae. IUCN kategoriserar arten globalt som livskraftig. Inga underarter finns listade i Catalogue of Life.

## Bildgalleri

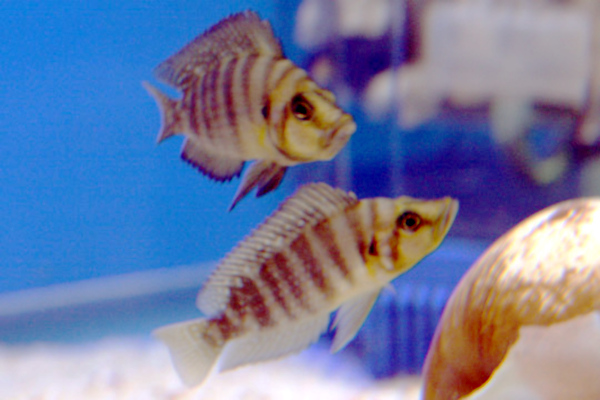